# تاتیانا گولوین
 تاتیانا گولوین (Татья́на Голови́на؛ زاده ۲۵ ژانویهٔ ۱۹۸۸) یک تنیس‌باز اهل فرانسه است.